# Tomoterapia

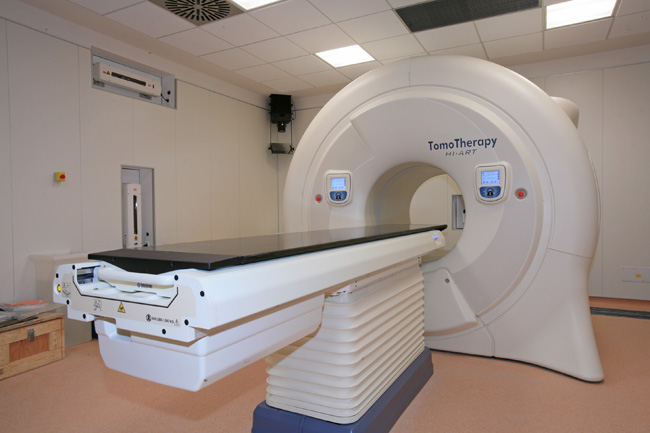
Apparecchio per la Tomoterapia

La tomoterapia è un tipo di radioterapia, utilizzata per eradicare patologie tumorali o per fini palliativi, in cui la radiazione viene emessa fetta per fetta (da qui l'uso del prefisso greco tomo, che significa "fetta"). 

## Storia
La prima implementazione del sistema di tomoterapia è stato il Corvus sviluppato dalla Nomos Corporation. Questo è stato il primo sistema commerciale per la pianificazione e la distribuzione di radioterapia intensità modulata (IMRT). Il sistema originale, destinato esclusivamente al trattamento del cervello.
La tomoterapia elicoidale è stata sviluppata presso la University of Wisconsin-Madison dal professor Thomas Rockwell Mackie e da Paul Reckwerdt. I primi pazienti sono stati trattati nel 2002, presso l'Università del Wisconsin sotto la guida del professor Minesh Mehta, grazie a dei finanziamenti statali.

## Caratteristiche tecniche
L'apparecchiatura, costituita da un gantry circolare, simile a quello di una TC (Tomografia computerizzata), che racchiude la sorgente radiogena, viene installata in un bunker interrato o isolato da pareti in calcestruzzo con spessori superiori al metro.
La sorgente radiogena dell'apparecchiatura è costituita da un acceleratore lineare da 6 MeV. Tale sorgente può ruotare, guidata dal computer, in modo continuo attorno al paziente adagiato su un lettino di trattamento, che a sua volta può muoversi contemporaneamente sul piano orizzontale, in coordinamento con il movimento della sorgente.
Sull'uscita radiante dell'acceleratore è posto un collimatore a lamelle che con il loro rapido movimento provvedono a modulare e scomporre il fascio di radiazione. Dal lato opposto un sistema di rivelazione allo Xeno, provvede a raccogliere le radiazioni che attraversano il paziente ed a ricostruire, durante l'effettuazione del trattamento, un'immagine in 3D ad alta energia della regione irradiata.
La tomoterapia si configura quindi come una tecnica di tipo IGRT (Radioterapia guidata dall'immagine).
La sorgente radiogena può effettuare da 1 a 10 rotazioni complete al minuto. Durante ogni rotazione della sorgente, il collimatore multi-lamellare può a sua volta assumere 50 differenti configurazioni di apertura.
La risultante delle combinazioni fra le varie posizioni angolari dei singoli fasci di radiazioni con i movimenti lineari del lettino del paziente, è un trattamento continuo di tipo rotazionale, equivalente ad un numero elevatissimo di trattamenti statici convenzionali di tipo IMRT (RadioTerapia a Modulazione d'Intensità).

## Vantaggi rispetto alla radioterapia convenzionale
Rispetto ai trattamenti radioterapici convenzionali (noti ad esempio con la sigla 3D-CRT), la tomoterapia, come del resto la IMRT o la VMAT (IMRT e VMAT sono tecniche moderne di radioterapia possibili anche con acceleratori lineari di attuale generazione), consente un'irradiazione maggiormente accurata del bersaglio, con migliore salvaguardia dei tessuti circostanti e la possibilità in una stessa seduta di trattare più di un bersaglio e con dosi più elevate e circoscritte, con maggiore efficacia del trattamento.

## Patologie di elezione
La tomoterapia risulta particolarmente indicata nel trattamento di neoplasie situate in prossimità di organi importanti e delicati, che esigono quindi un'altissima precisione nell'irradiamento (testa - collo, pancreas, sistema nervoso centrale) e nelle neoplasie che richiedono la somministrazione di dosi elevate e concentrate (prostata).
In casi particolari e selezionati, la tomoterapia può essere anche indicata nel trattamento con dosi elevate di tumori localmente avanzati e di metastasi.

## Modalità di preparazione e di svolgimento del trattamento

### Acquisizione immagini e centraggio
In questa fase si ottengono i dati anatomici del paziente e si individuano le migliori soluzioni pratiche (posizione del paziente, accessori di immobilizzazione) al fine di impostare il miglior trattamento possibile.
La fase di centratura quindi non comporta l'erogazione di dosi terapeutiche, ma ha il solo scopo di "preparazione tecnica" al trattamento vero e proprio.
Nella sala di diagnostica TAC o PET-TAC avvengono l'acquisizione e la visualizzazione morfologica in 3D della lesione. Tale procedura viene condotta in collaborazione dal medico radioterapista, dal fisico sanitario, e dal tecnico sanitario di radiologia medica.
Il tecnico di radiologia gestisce un primo posizionamento del paziente e, assieme al medico radioterapista e fisico sanitario, identifica le corrette coordinate di centratura tatuando il paziente con inchiostro indelebile. Inoltre predispone i mezzi d'immobilizzazione del paziente, per aiutarlo a mantenere la posizione corretta e limitarne i movimenti involontari.
Ciò che viene deciso durante la fase di centratura (posizione del paziente, accessori di immobilizzazione) andrà riproposto scrupolosamente nella sala di trattamento vero e proprio

### Contornamento e dosaggio
Il contornamento viene effettuato su una apposita consolle dove vengono indirizzate tutte le immagini acquisite precedentemente dal paziente.
Il radioterapista ed il fisico sanitario provvedono a delimitare in 3D, il più accuratamente possibile, i confini del tumore e degli organi critici circostanti. In questa fase il radioterapista definisce anche la dose destinata al volume bersaglio e quella tollerabile dalle strutture circostanti, il numero delle sedute e gli altri parametri relativi al trattamento.

### Piano di trattamento
Sulla base del contornamento e delle prescrizioni del medico radioterapista, il Fisico, specialista in Fisica Sanitaria, elabora sulla Planning Station del sistema, il piano di trattamento, personalizzato per ciascun paziente, costituito da una mappa di distribuzione di dose (secondo i 3 diversi piani) e dai diagrammi dose-volume (DVH).
Il piano calcolato dal Fisico sanitario viene approvato dal radioterapista che ha effettuato il contornamento.

### Controllo di qualità
Prima di effettuare il trattamento sul paziente, il fisico effettua un trattamento simulato su fantoccio e verifica che la dose misurata nel fantoccio corrisponda alla dose calcolata dalla Planning Station del sistema.

### Trattamento tomoterapico
In questa fase si esegue il trattamento vero e proprio, con somministrazione della dose terapeutica.
Il paziente viene sistemato dal Tecnico di Radiologia Medica sul lettino della macchina nella posizione pre-concordata, utilizzando i mezzi d'immobilizzazione individuati durante la fase di centratura.
Successivamente il Tecnico di Radiologia si cura di far coincidere i tatuaggi impressi sul paziente con i dispositivi di centratura della macchina.
Lo scopo di questa manovra è disporre il paziente (o la sua zona anatomica di interesse) al centro tecnico della macchina.
Il Tecnico di Radiologia registra la posizione del paziente mediante l'acquisizione di un'immagine MVCT (Megavoltage CT) con la TAC spirale integrata nella macchina di trattamento (sistema HI ART).
Il Medico Radioterapista e il Fisico sanitario confrontano l'immagine MVCT con la prima immagine TAC ottenuta nelle fasi di centratura, in base alla quale è stato effettuato il contornamento e il calcolo della distribuzione di dose.
Il confronto avviene sovrapponendo le due immagini (fusione delle immagini) mediante il software del sistema.
La situazione ideale prevede che le due immagini siano esattamente uguali.
Nella realtà si assiste frequentemente ad una lieve diversità fra le immagini, indice della presenza di alcuni scostamenti indesiderati.
Questi scostamenti sono dovuti sia alle eventuali variazioni di set-up (ossia di posizionamento) del paziente sul lettino, sia agli spostamenti della lesione per movimento degli organi, o perché la lesione stessa è mutata di forma e di dimensioni, (ad es. si è ingrossata) o perché il paziente è dimagrito.
Il software identifica i migliori spostamenti correttivi (sugli assi X, Y, Z e angoli di rotazione) per ripristinare l'uguaglianza fra la posizione attesa e la posizione reale della lesione.
Tali spostamenti correttivi sono ottenuti tramite movimenti precisissimi del lettino (dotato di motorizzazione) sul quale è sdraiato il paziente.
Il paziente viene così spostato in modo che la lesione neoplastica venga a trovarsi nella posizione ottimale, ossia quella individuata nel Piano di Trattamento (ottenuto sulle basi della TC di centratura effettuata normalmente 15 giorni prima).
Con la supervisione del Medico Radioterapista, il Tecnico Sanitario di Radiologia Medica pilota la macchina in modo da emettere il fascio teraupeutico con geometria elicoidale risultante dal movimento della sorgente e dalla sequenza di chiusure e aperture delle lamelle del collimatore, sulla base del calcolo personalizzato di distribuzione di dose, effettuato precedentemente dal Medico Radioterapista e Fisico Sanitario e memorizzata dal sistema.
La durata complessiva di una seduta di trattamento, fra ingresso, preparazione, trattamento e uscita è generalmente inferiore ai 30 minuti.